# بهارستان (آستارا)
بهارستان، روستایی از توابع بخش مرکزی شهرستان آستارا در استان گیلان ایران است.

## جمعیت
این روستا در دهستان حیران قرار دارد و براساس سرشماری مرکز آمار ایران در سال ۱۳۸۵، جمعیت آن ۸۲ نفر (۱۵خانوار) بوده‌است.